# The Spinners (gruppo musicale statunitense)
The Spinners è un gruppo musicale vocale soul-R&B statunitense, iscritto dal 1999 nella Vocal Group Hall of Fame.

## Carriera
Formatisi nel 1954 a Detroit sotto il nome di The Domingoes, cambiarono il nome in The Spinners nel 1961.
Membri dei The Spinners sono Henry Fambrough, Bobby Smith, Charlton Washington, Marvin Taylor, Jessie Robert Peck.

## Componenti

### Membri degli anni duemila
- Henry Fambrough
- Bobby Smith
- Charlton Washington
- Marvin Taylor
- Jessie Robert Peck

### Membri del passato
- Billy Henderson
- Pervis Jackson
- C.P. Spencer
- James Edwards
- George Dixon
- Edgar "Chico" Edwards
- G. C. Cameron
- Philippé Wynne
- Jonathan Edwards
- Harold "Spike" Bonhart
- Joe Stubbs
- Levi Stubbs
- Renaldo "Obie" Benson
- Lawrence Payton

## Discografia

### Album in studio
- 1966 - The Original Spinners
- 1970 - 2nd Time Around
- 1973 - Spinners
- 1974 - Mighty Love
- 1974 - New and Improved
- 1975 - Pick of the Litter
- 1976 - Happiness Is Being With the Spinners
- 1977 - Yesterday, Today & Tomorrow
- 1977 - Spinners/8
- 1979 - From Here to Eternally
- 1979 - Dancin' and Lovin'
- 1980 - Love Trippin'
- 1981 - Labor of Love
- 1982 - Can't Shake This Feelin'
- 1982 - Grand Slam
- 1984 - Cross Fire
- 1985 - Lovin' Feelings
- 1989 - Down to Business

### Album live
- 1975 - Live!
- 1994 - In Concert
- 2007 - Live!